# Szentsei-daloskönyv

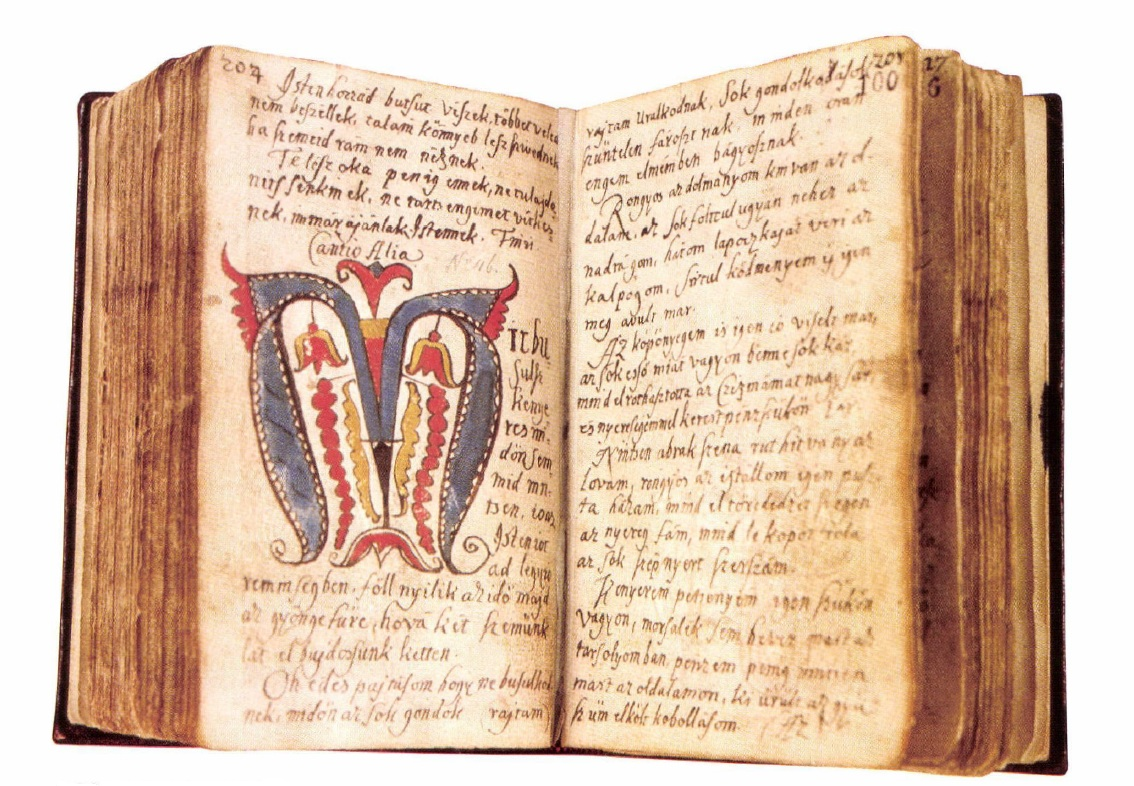
A Szentsei-daloskönyv

Az OSZK kézirattárában (Oct. Hung. 70. jelzet alatt) található Szentsei-daloskönyvet először Thaly Kálmán ismertette. Az énekeskönyv antológiát képez a XVI. század közepétől 1704-ig magában foglalva különböző, részint névtelen, részint a versfőkben és végstrófákban megnevezett szerzők műveit. Összeírója nagy valószínűséggel Szentsei György dunántúli, közelebbről Veszprém vármegyei Tésen lakó kuruc.